# Thèse de Pulacayo

La maison située à l'angle des rues Ayacucho et Presidente Montes à Oruro où ont été rédigés les plans des thèses et certains des co-auteurs (Guillermo Lora troisième à partir de la gauche au dernier rang, Fernando Bravo James accroupi à l'avant gauche).

La Thèse de Pulacayo (en espagnol Tesis de Pulacayo) est une thèse du mouvement ouvrier bolivien et latinoaméricain.
La thèse a été approuvée, sur proposition de la délégation de Llallagua, lors du congrès de la Federación Sindical de Trabajadores Mineros de Bolivia (FSTMB) réuni en novembre 1946 dans la ville de Pulacayo.
La thèse aborde la conception trotskiste de la révolution permanente et du Programme de transition de la Quatrième Internationale.